# Černý potok (Moravice)
Der Černý potok (deutsch Schwarzbach, am Oberlauf auch Olandbach) ist ein linker Nebenfluss der Moravice in Tschechien.

## Verlauf
Der Černý potok entspringt am Südosthang des Železný vrch (859 m) bei der Wüstung Morgenland im Altvatergebirge. Auf seinem durch das Niedere Gesenke zunächst nach Osten führenden Lauf durchfließt er Podlesí und nimmt im Olandtal südöstliche Richtung. Hier folgt die Bahnstrecke Bruntál–Malá Morávka seinem Lauf. Über Nová Véska, Staré Město, Bruntál und Mezina erreicht der Černý potok bei Dlouhá Stráň die Talsperre Slezská Harta, wo er in die Moravice mündet.
Vor dem Bau der Talsperre befand sich die Mündung in die Moravice bei dem erloschenen Dorf Karlovec.

## Zuflüsse
- Podleský potok (l), Podlesí
- Stará voda (l), bei Světlá Hora
- Rudný potok (r), bei Rudná pod Pradědem
- Bukový potok (l), Bruntál
- Kobylí potok (r), Bruntál
- Papírenský potok (r), Bruntál
- Stráňský potok (l), bei Dlouhá Stráň
- Haldůvka (l), in der Talsperre Slezská Harta